# Șelimbăr, Sibiu
Șelimbăr este satul de reședință al comunei cu același nume din județul Sibiu, Transilvania, România. Se află în partea de centrală a județului,  în Depresiunea Sibiului.

## Așezare
Localitatea Șelimbăr este situată pe cursul Râul Seviș, la o distanță de 5 km. de orașul reședință (Sibiu), în centrul județului, pe DN1, Sibiu - Făgăraș - Brașov

## Scurt istoric
Săpăturile arheologice făcute de-a lungul timpului pe teritoriul acestei localități, au adus dovezi materiale ale unor locuiri încă din cele mai vechi timpuri, astfel, în anul 1971, pe una din terasele râului Seviș s-a descoperit o unealtă de silex de culoare cenușie, cu detalii de prelucrare ce o plasează în epoca mousteriană a paleoliticului mijlociu. Între sat și drumul Sibiu - Nocrich, se obsevă urmele unui drum roman, aici descoperindu-se o râșniță romană și un catillus. Între Șelimbăr și Bungard s-a descoperit un depozit de unelte și arme de fier datând din prima jumătate a secolului al XIII-lea, care mai conținea și o cană liturgică de bronz în formă de cap de bărbat, folosită în ritualurile cultului catolic. Datorită unor piese semiprelucrate ca lămpi și butoane de spadă, finisate parțial, găsite în acest depozit se pare că este vorba despre un atelier ce a fost distrus sau abandonat în urma invaziei tătare din anul 1241. În anul 1599, în luna octombrie, aici are loc sub comanda voievodului Mihai Viteazul, lupta (Bătălia de la Șelimbăr, unde au căzut 2.027 de soldați, 1.000 au fost luați ostateci și au fost capturate 45 de tunuri  și mai multe steaguri) împotriva armatei conduse de Andrei Báthory, reușindu-se înlăturarea acestuia și totodată scoaterea Transilvaniei din sistemul politic polon. Prima atestare documentară datează din anul 1323. Localitatea Șelimbăr  a aparținut până în anul 1876 de Scaunul Sibiului, cea mai importantă unitate administrativă a sașilor transilvăneni.

## Economie
Un rol important în economia acestei localității îl are industria prin prezența ei în activitățile de prelucrări metalice, prelucrări prin așchiere, confecții metalice, producție de ambalaje din materiale plastice, prelucrarea lemnului, dar și morăritul și panificația, serviciile, comerțul și agroturismul. Agricultura și creșterea animalelor sunt activități specifice zonei având și ele importanța lor economică.

## Atracții turistice
- Biserica Ortodoxă "Adormirea Maicii Domnului"
- Biserica evanghelică, ridicată în secolul al XIII-lea ca bazilică romanică cu trinavată, fără turn, cu cor dreptunghiular și absidă semicirculară. Pe arcul triumfal al bisericii există inscripționat o cronică a lucrărilor de refacere și întreținere a bisericii, începând din secolul al XVII-lea și până astăzi.
- Monumentul Eroilor

##### Obiectiv memorial
Monumentul Eroilor Români din Primul Război Mondial. Obeliscul se află amplasat la intrarea în comuna Șelimbăr, pe marginea șoselei E 15A și a fost realizat în anul 1932, pentru cinstirea memoriei eroilor români căzuți în Primul Război Mondial si în cinstea victoriei de la Șelimbăr obținută de Mihai Viteazul în fața lui Andrei Bathory (la 28 octombrie 1599). Monumentul are o înălțime de 3,70 m și este realizat din beton, iar împrejmuirea este asigurată cu un gard din același material. Obeliscul are drept ornament un basorelief cu o cască românească și lauri, precum și o friză reprezentând ostași români în atac, realizată, de asemeni, în relief. Pe monument este inscriptionat următorul text: "În amintirea ostașilor lui Mihai Viteazul căzuți pe acest loc în anul 1599 și a ostașilor români căzuți pe întinsul țarei în războiul 1916-1919. JAMBOREEA IULIE 1932"

## Localități înfrățite
- Montgermont - Franța

## Galerie imagini

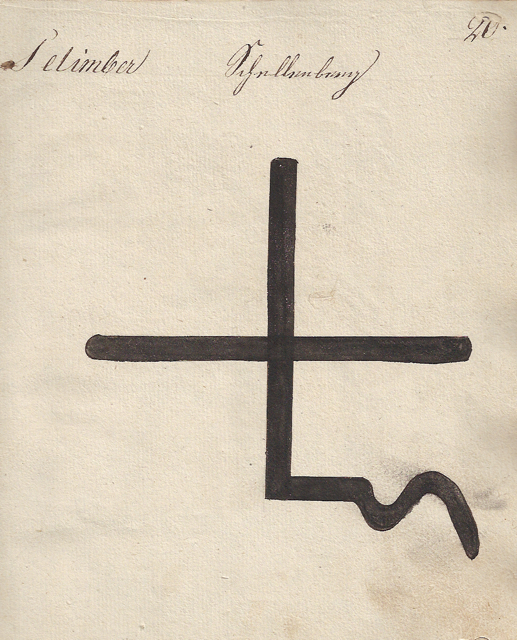
1826 - Danga pentru vitele din Șelimbăr
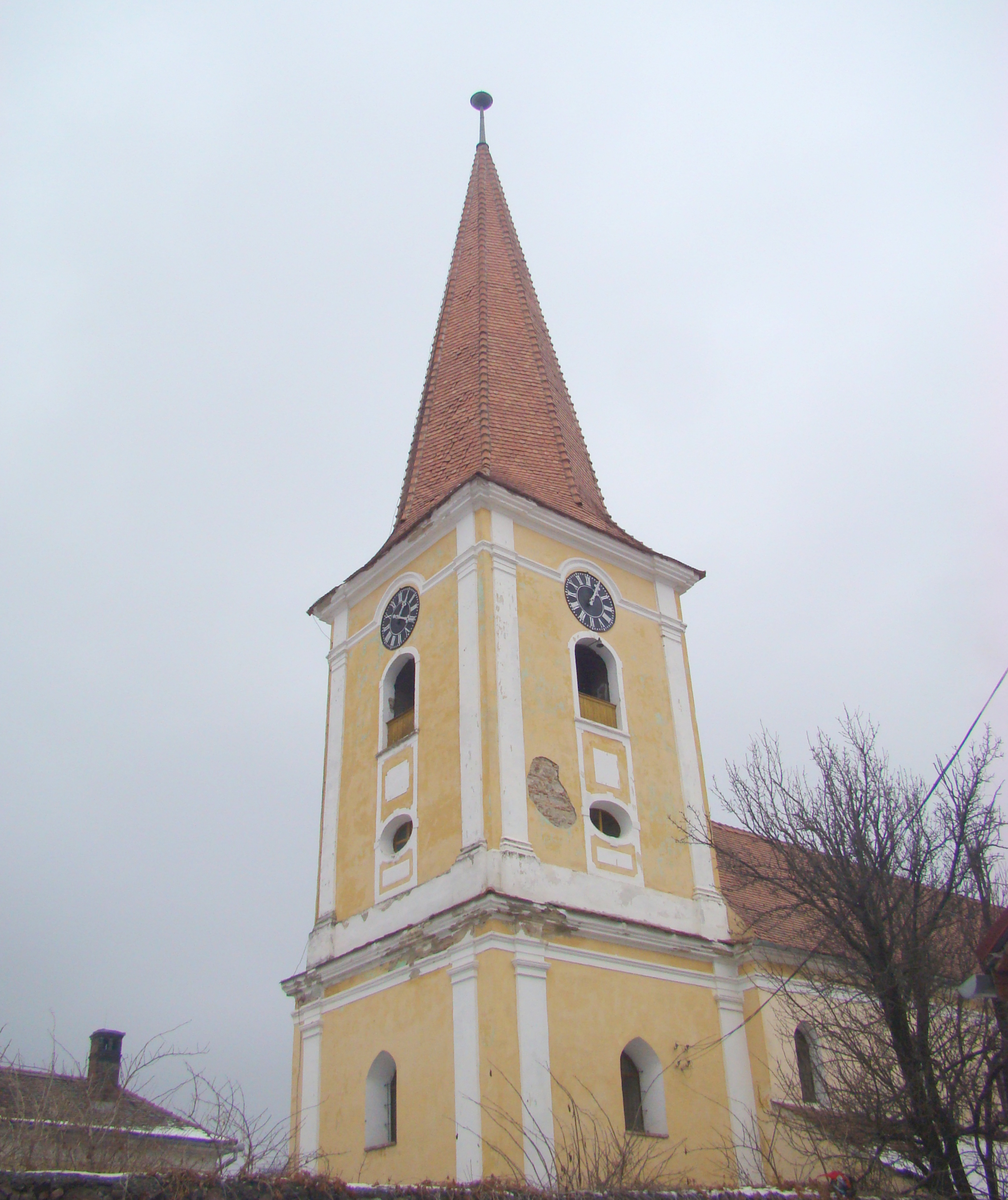
Turnul-clopotniță al bisericii evanghelice construit în 1804
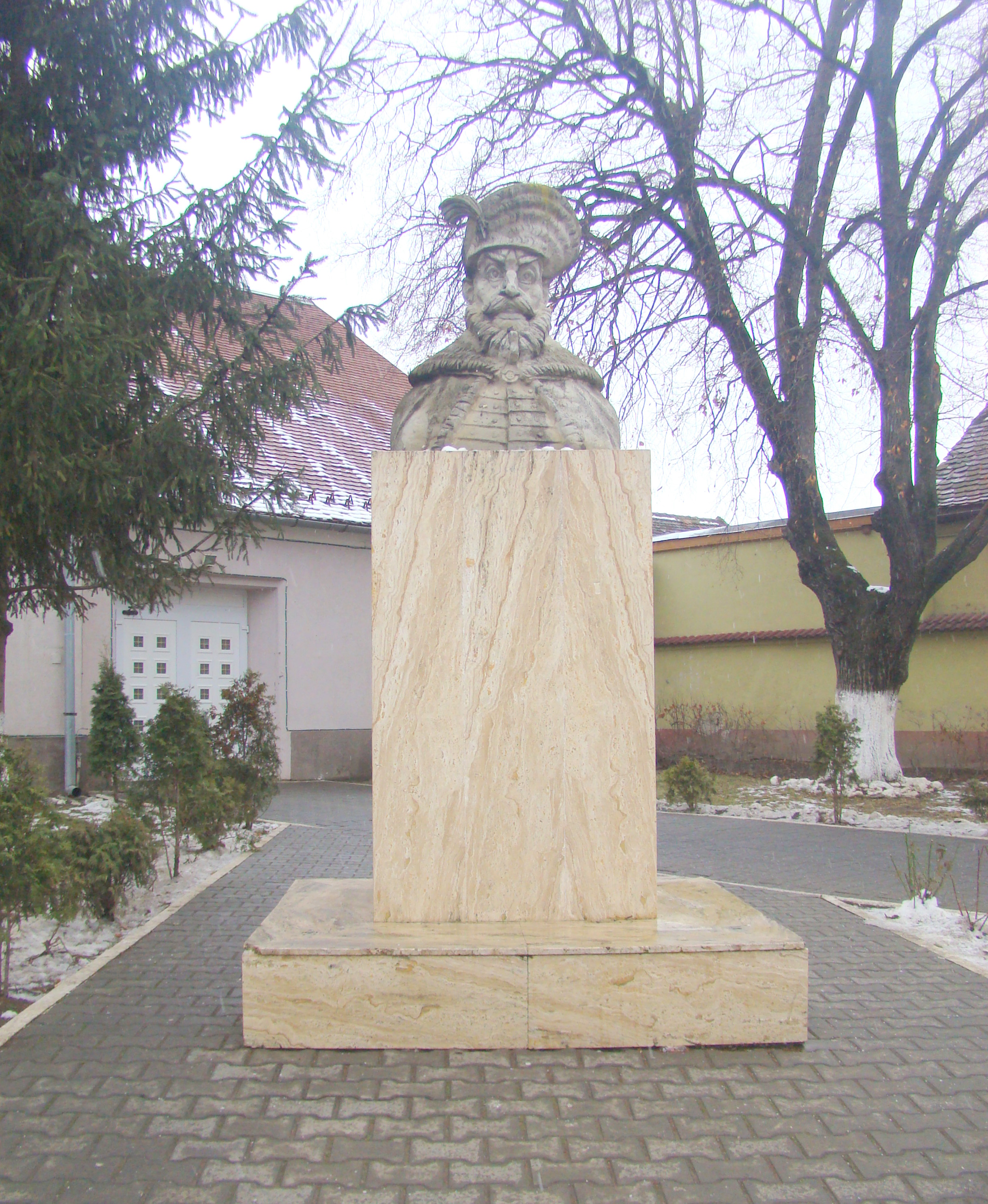
Bustul domnitorului Mihai Viteazul